# Адамове займисько (заповідне урочище)
Ада́мове за́ймисько — заповідне урочище в Україні. Об'єкт природно-заповідного фонду Хмельницької області.
Розташоване в межах Ізяславської міської громади Шепетівського району Хмельницької області, на південний схід від села Радошівка.
Площа 7 га. Статус присвоєно згідно з рішенням 10 сесії облради від 29.02.2000 року № 10. Перебуває у віданні: Ізяславська міська громада.